# Lopadea Nouă, Alba
Lopadea Nouă (în maghiară Magyarlapád, în română: Lopadea Ungurească, iar în germană Schaufeldorf) este satul de reședință al comunei cu același nume din județul Alba, Transilvania, România.

## Date geografice
Localitatea Lopadea Nouă este situată în Podișul Târnavelor, pe pârâul Râtu.

## Istoric
Pe teritoriul localității au fost descoperite urmele unei așezări din epoca bronzului, suprapusă de vestigii din Epoca fierului și de o așezare cu o necropolă din perioada prefeudală (secolul al VII-lea), în care s-au găsit vârfuri de lance, scărițe din fier, un topor din fier etc. Siturile arheologice de la Lopadea Nouă din punctul “Gorgan” sunt înscrise pe lista monumentelor istorice din județul Alba elaborată de Ministerul Culturii și Patrimoniului Național din România în anul 2010.
În anul 1317 întregul domeniu a fost cumpărat de nobilul Petru de la capitlul Budei.
Pe Harta Iosefină a Transilvaniei din 1769-1773 (Sectio 154) localitatea apare sub numele de „M.Lapad val.Lopadia” ("Magyar Lapad walachisch Lopadia" = "Lopadea maghiară, pe românește Lopadia"). Aproximativ la mijlocul distanței între satele Lopadea Nouă și Ciuguzel este notat locul unde în trecut  condamnații erau pedepsiți corporal pentru faptele lor, inclusiv prin spânzurare (Gericht).

## Date economice
Centru viticol.

## Lăcașuri de cult
- Biserica reformată-calvină, inițial romano-catolică, monument din secolul al XV-lea, cu un turn din 1864. Biserica este înscrisă pe lista monumentelor istorice din județul Alba[3] elaborată de Ministerul Culturii și Patrimoniului Național din România în anul 2010.

## Galerie de imagini

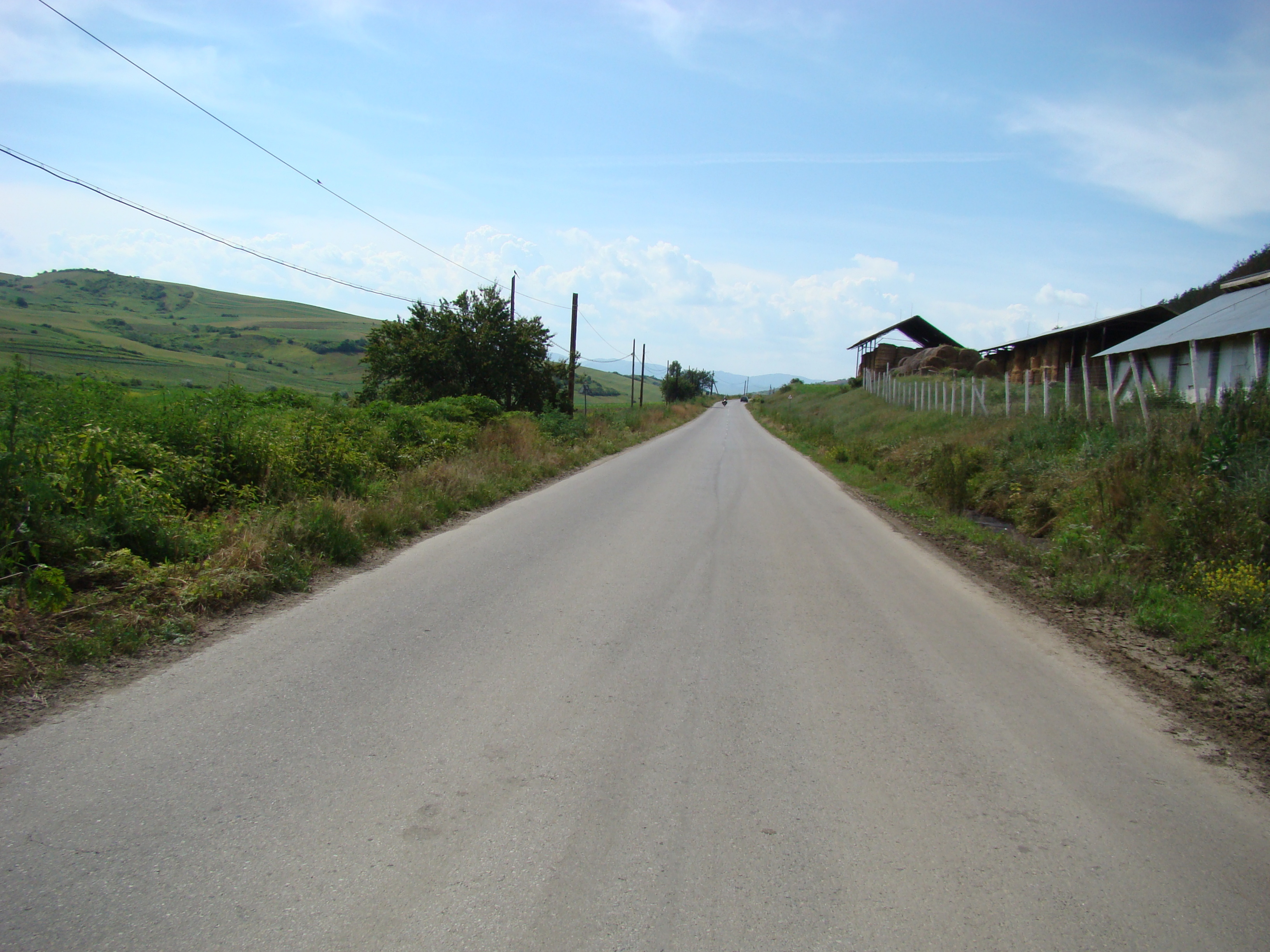
Drumul Ciumbrud-Lopadea Nouă
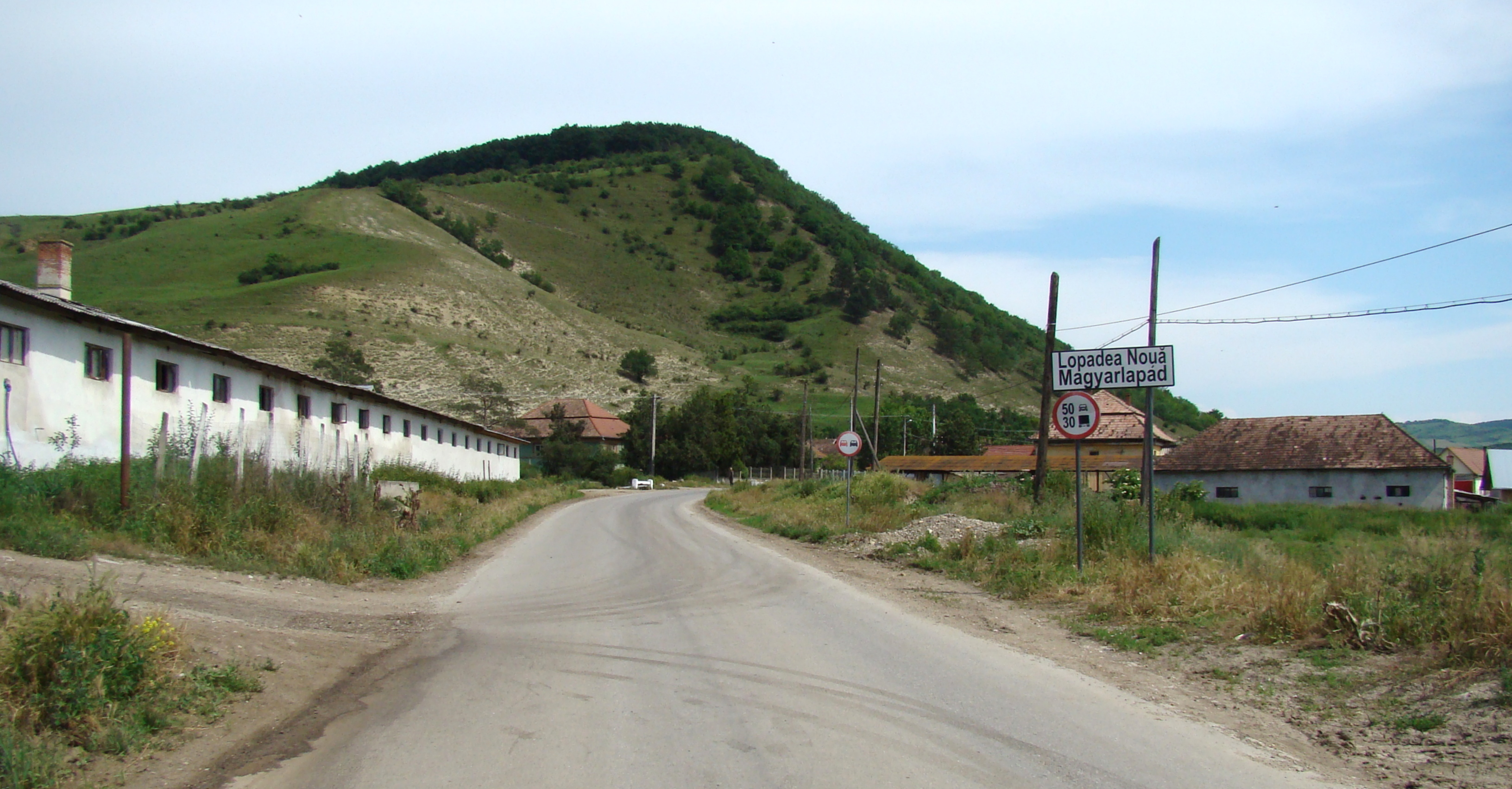
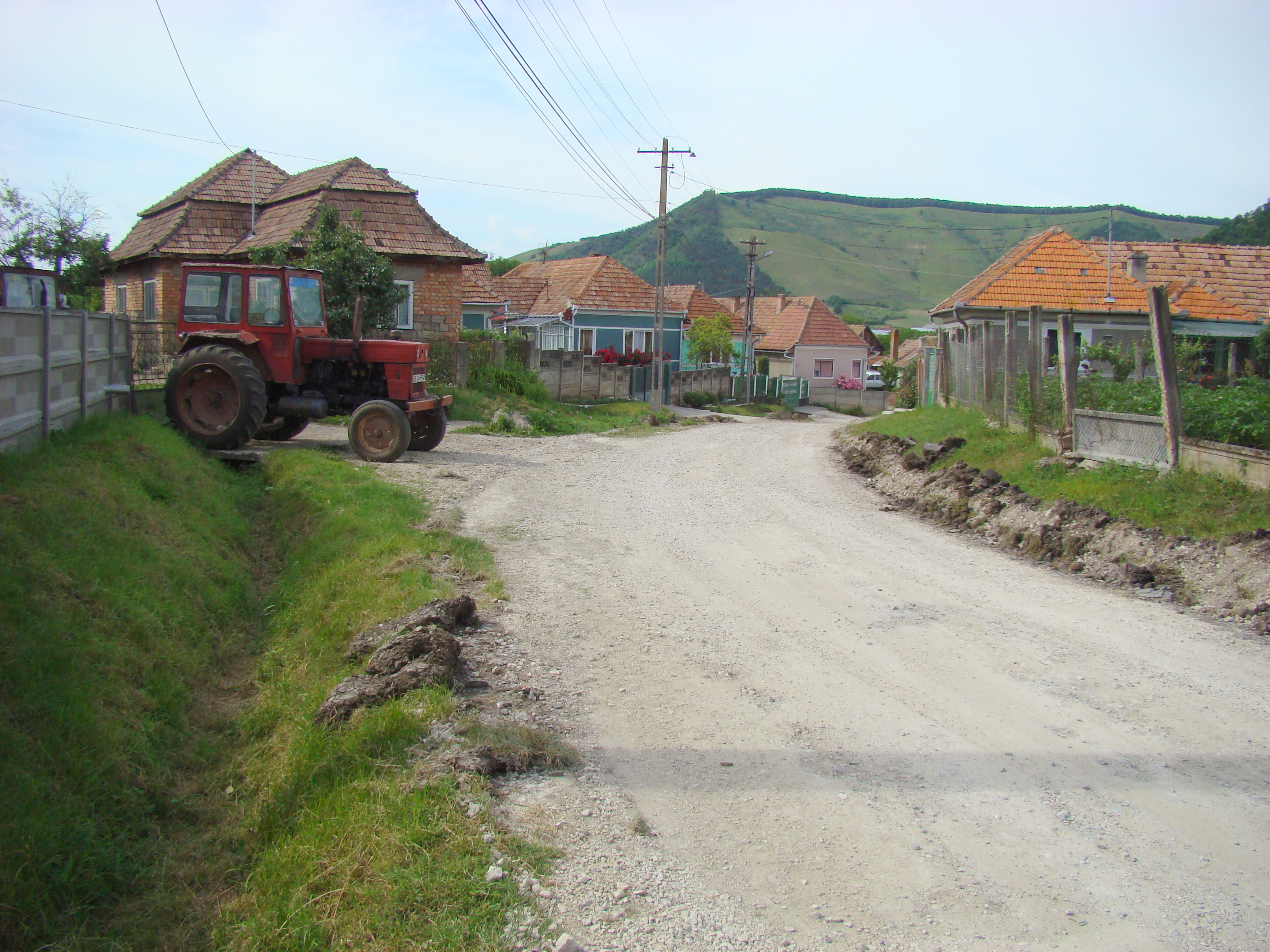
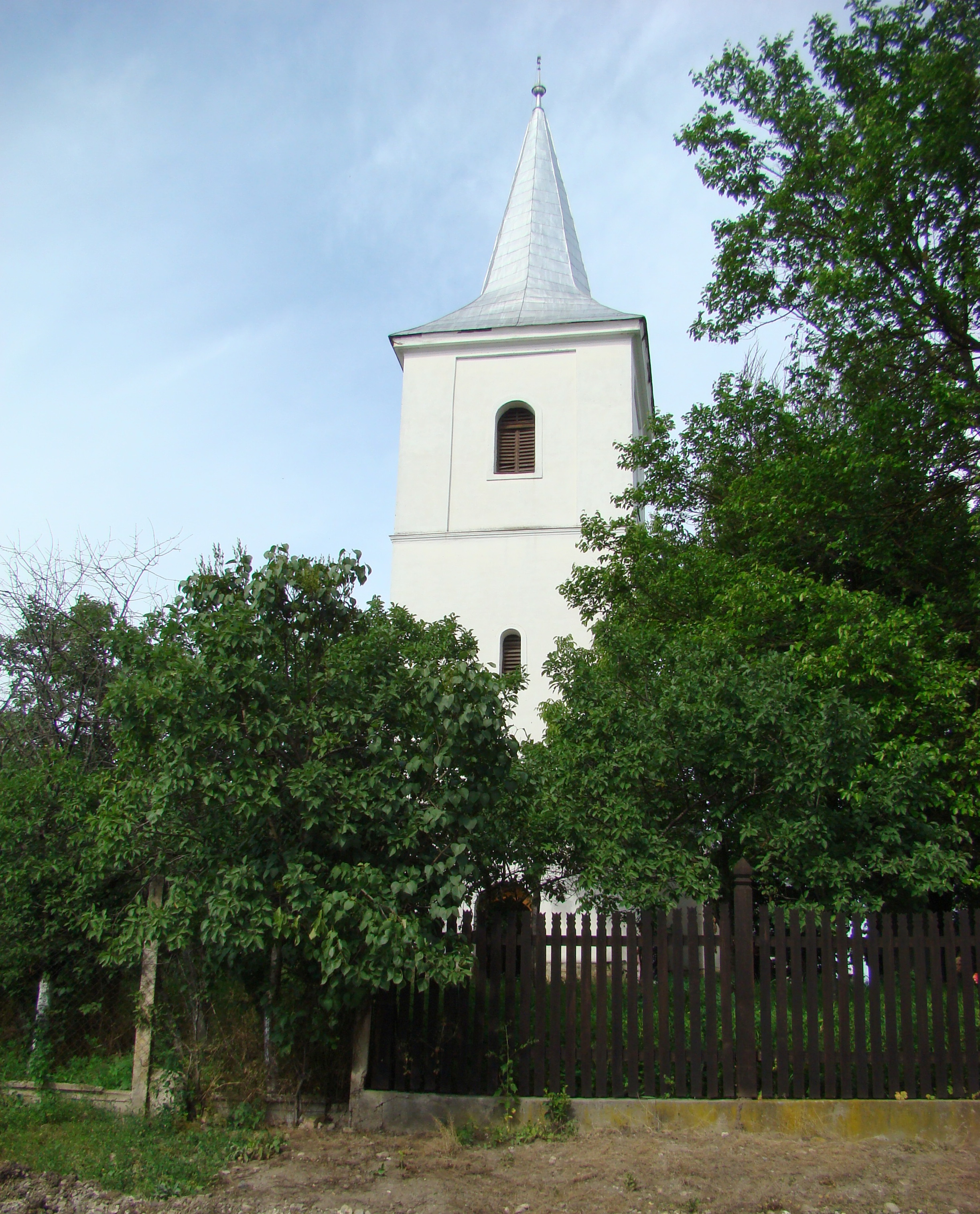
Biserica reformată (monument istoric)
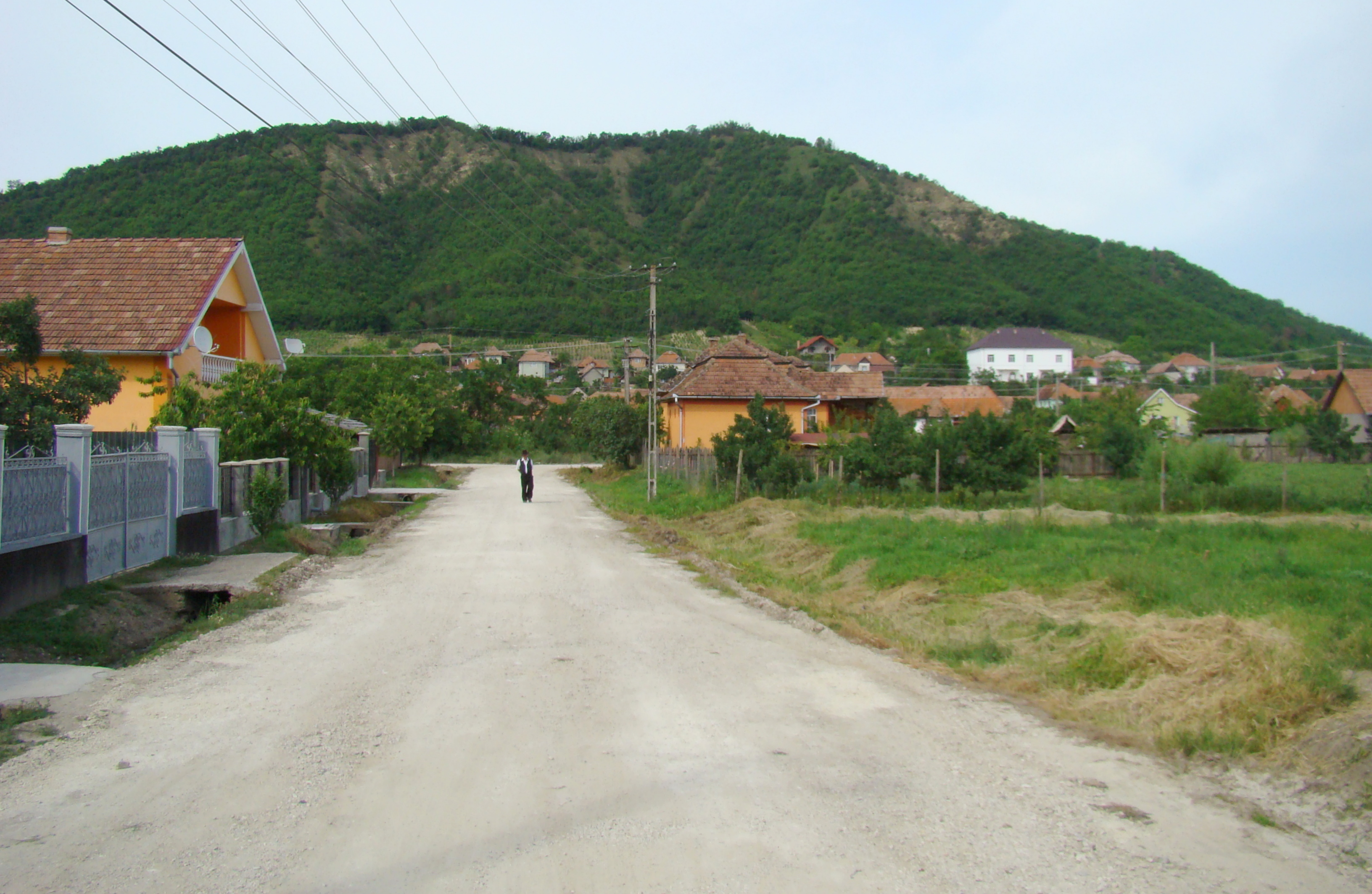